# Томас Уолси
Кардинал Томас Уолси (роден ок. 1473 в Ипсуич, Съфък, Англия – починал на 28 или 29 ноември 1530 в Лестър, Лестършър, Англия) е влиятелен английски държавник и кардинал на Римокатолическата църква.
Когато Хенри VIII става крал през 1509, кариерата на Уолси тръгва нагоре. Веднъж излязъл на политическата сцена, той съвсем скоро се превръща във водеща фигура във всички сфери на държавния живот. Най-високата точка в кариерата на Уолси е през 1515 г., когато става Първи съветник на краля и кардинал. По този начин той се превръща в първи министър на Хенри, позиция, която му дава голяма свобода на действия и решения. Често е наричан от съвременниците си alter rex (вторият крал).